# Angola aux Jeux paralympiques
L'Angola participe aux Jeux paralympiques depuis les Jeux paralympiques d'été de 1996 à Atlanta. Le pays n'a jamais pris part aux Jeux paralympiques d'hiver.

## Bilan général
L'Angola a remporté depuis son entrée en lice dans la compétition quatre médailles d'or, trois médailles d'argent une médaille de bronze.